# Suntory Japan Open Tennis Championships 1988
Suntory Japan Open Tennis Championships 1988 — тенісний турнір, що проходив на відкритих кортах з твердим покриттям Ariake Coliseum в Токіо (Японія). Належав до Nabisco Grand Prix 1988 і турнірів 2-ї категорії Туру WTA 1988. Тривав з 11 до 17 квітня 1988 року. Джон Макінрой і Патті Фендік здобули титул в одиночному розряді.

## Фінальна частина

### Одиночний розряд, чоловіки
Джон Макінрой —  Стефан Едберг 6–2, 6–2
- Для Макінроя це був 1-й титул за рік і 135-й - за кар'єру.

### Одиночний розряд, жінки
Патті Фендік —  Стефані Реге 6–3, 7–5
- Для Фендік це був 4-й титул за сезон і 4-й — за кар'єру.

### Парний розряд, чоловіки
Джон Фіцджеральд /  Йохан Крік —  Стів Дентон /  Девід Пейт 6–4, 6–7, 6–4
- Для Фітцджералда це був 3-й титул за сезон і 20-й - за кар'єру. Для Кріка це був 2-й титул за сезон і 22-й - за кар'єру.

### Парний розряд, жінки
Джиджі Фернандес /  Робін Вайт —  Лі Антонопліс /  Барбара Геркен 6–1, 6–4
- Для Фернандес це був 1-й титул за рік і 9-й — за кар'єру. Для Вайт це був 1-й титул за рік і 7-й — за кар'єру.